# Neviditelné ženy: Jak data a výzkumy utvářejí svět pro muže
Neviditelné ženy: Jak data a výzkumy utvářejí svět pro muže je knihou od britské autorky Caroline Criado Perez. Byla vydána v roce 2019 a popisuje negativní dopady na ženy, které jsou způsobeny genderovými předsudky při sběru velkých dat.

## Popis
Kniha je rozdělena do šesti témat, které jsou následně děleny do šestnácti kapitol. Autorka se zaměřuje především na každodenní a veřejný život, pracovní prostředí, politiku, zdravotnictví a vzdělávání. V průběhu celé knihy, která je postavená na stovkách případových studií, dat a výzkumů z Velké Británie, USA a celého světa, předkládá autorka argumenty a informace, na kterých se snaží dokázat, jak je genderová nerovnost zakořeněna ve společnosti, a jak sběr a analýza dat zvýhodňuje muže v každodenním životě. Criado Perez ovšem zmiňuje, že ženy z dat nejsou vylučovány záměrně, ale jde o přirozený důsledek toho, že muži zastávají většinu vlivných pozic ve vládě, podnikání a společnosti jako celku.
V knize je také konkrétně dokazováno, jak opomínání žen v datech, považování muže za standart a ženu za odchylku, může mít a má závažné důsledky nejen pro ženy, ale pro celou společnost. Od chybně navržených léků, které nefungují stejně pro ženy, přes trénink masáže srdce pouze na figurínách mužského těla a sociální systém, který nezohledňuje práci žen v domácnostech, což může následně vyústit v nižší výpočet starobního důchodu, až po nerovnosti, které mohou být na první pohled neviditelné a na druhý pohled nedůležité, jako například police v korporátních firmách vycházející z průměrné výšky mužů.
Autorka apeluje na nutnost zahrnout ženy do rozhodovacích procesů, výzkumu a politiky. Také vyzývá k lepší sbírce dat, která by zahrnovala ženy a muže na základě jejich poměru ve společnosti a reflektovala jejich specifické potřeby a zkušenosti, což by vedlo ke spravedlivější a rovnější společnosti.
Caroline Criado Perez se ve své knize jednoduše snaží změnit čtenářům pohled na svět, ve kterém žijí.

## Ocenění a ohlasy
V roce 2019 byla kniha Neviditelné ženy oceněna prestižní cenou Royal Society Science Books Prize, která oceňuje populární vědeckou literaturu pro širokou veřejnost. Odborná porota v čele s předsedou profesorem sirem Nigelem Shadboltem, působícím v oblasti počítačových věd na Jesus Collage na univerzitě v Oxfordu, vyzdvihla spojení přesvědčivého výzkumu, který reflektuje současný stav a odhaluje systémovou diskriminaci, s energickým stylem psaní autorky. Další členka poroty, bestsellerová autorka Dorothy Koomson, označila tuto knihu za nezbytnou a důležitou, která má rozproudit debatu o skutečném problému, jenž je třeba změnit. Podle ní byla kniha Neviditelné ženy zaslouženým vítězem.
V témže roce se stala kniha Neviditelné ženy také vítězem ocenění Kniha roku 2019 podle Financial Times a McKinsey Business Book of the Year Award. Generální ředitel McKinsey Kevin Sneader, který mimo jiné patřil mezi jednoho z předávajících tohoto ocenění, zdůraznil autorčinu schopnost při popisu jednoho ze závažných problému současné doby podložit nezpochybnitelná fakta silnými příběhy, což dle jeho mínění dokáže změnit názory ve společnosti.

## Autorka
Caroline Emma Criado Perezová (* 1984, Brazílie) je britská feministická spisovatelka, aktivistka, novinářka a broadcasterka. Vystudovala anglický jazyk a literaturu na Oxfordské univerzitě a také behaviorální a feministickou ekonomii na LSE.  Vedla celostátní projekt Women’s Room, který měl za cíl zvýšit zastoupení ženských odbornic zejména v médiích. Otevřeně se pak postavila proti odstranění jediné ženy (mimo královny) z britských bankovek, což pak zapříčinilo její dlouhodobé obtěžování na sociálních sítích, především pak na Twitteru (dnešní X). Za tuto kampaň získala ocenění bojovnice roku za lidská práva v roce 2013 a v roce 2015 byla oceněna Řádem britského impéria za zásluhy o rovnost a rozmanitost.
Mezi její další kampaň (z dubna 2018) patřilo vytvoření sochy ženy na náměstí Parliment Square k výročí stého získání volebního práva žen ve Spojeném království.
V současné době žije Caroline Criado-Perezová v Yorkshiru a je aktivní také na sociálních sítích. V roce 2022 nahrála vlastní podcast Visible Women with Caroline Criado Perez.